# Man on Wire
Man on Wire er en dokumentarfilm instrueret af James Marsh. Filmen beskriver Philippe Petits happening i 1974 en 45 minutters gå- og dansetur på en wire mellem Twin Towers i New Yorks World Trade Center, filmen er baseret på Philippe Petits bog, To Reach the Clouds.
Filmen konkurrerede i World Cinema Documentary Competition  på 2008 Sundance Film Festival, hvor den vandt Grand Jury Prize: World Cinema Documentary og World Cinema Audience Award: Documentary. Filmen har desuden senere vundet adskillige andre priser for eksempel Oscar for bedste dokumentar, features.
I et interview foretaget mens filmen vises på 2008 Tribeca Film Festival, har direktør James Marsh forklaret, at han var draget til historien delvis fordi det straks slog ham som "a heist movie". Marsh kommenterede også, at han som en New Yorker, så filmen som kunne give noget at give tilbage til byen. Han sagde, at han håber at høre folk sige, at de nu vil altid tænke på Petit og hans præstation, når der mindes World Trade Centers tvillingetårne.
Reaktion på, hvorfor tårnene destruktion 27 år senere ikke blev nævnt i filmen, forklarede Marsh, at Phillippe Petits handling var "utroligt smukt", og at det "ville være uretfærdigt og forkert at inficere historien med at nævne noget om tvillingetårnenes ødelæggelse." 
Filmens producent, Simon Chinn, mødte først Philippe Petit i 2005 på BBC Radio 4's Desert Island Discs, her besluttede han at søge ham om rettighederne til filmen baseret på hans bog, To Reach the Clouds.
Filmens musik er primært af Michael Nyman.